# Damien Jurado
Pour les articles homonymes, voir Jurado.
Damien Jurado est un auteur-compositeur-interprète de rock indépendant américain originaire de Seattle, dans l'État de Washington. Il est actuellement associé au label Secretly Canadian.

## Carrière musicale
La carrière solo de Jurado a commencé au milieu des années 1990, avec la publication d'enregistrements folk lo-fi sur son propre label de cassettes, Casa Recordings. Après avoir fait l'objet d'un culte à Seattle, Jeremy Enigk, chanteur de Sunny Day Real Estate, attire l'attention de Sub Pop Records sur lui. Après deux sorties de 7 pouces (Motorbike et Trampoline), Sub Pop a publié son premier album complet, Waters Ave S. en 1997. Son deuxième album, Rehearsals for Departure, est sorti en 1999, produit par Ken Stringfellow (The Posies, Big Star, R.E.M.).
Il utilise souvent des sons trouvés et des techniques d'enregistrement sur le terrain, et a expérimenté différentes formes d'enregistrements sur bande. En 2000, il a publié Postcards and Audio Letters, une collection de lettres et de fragments audio qu'il a trouvés dans des sources telles que des lecteurs de cassettes et des répondeurs de magasins d'occasion. C'est également en 2000 que sort Ghost of David, le disque le plus sombre et le plus personnel de Jurado à ce jour. I Break Chairs (2002) a été produit par David Bazan, ami de longue date de Pedro the Lion. C'est son dernier album pour Sub Pop, et c'est une affaire beaucoup plus rock et électrique.
Après avoir signé pour le label Secretly Canadian, basé dans l'Indiana, Jurado est revenu à son style caractéristique, basé sur des ballades folk, et a sorti quatre autres albums : Where Shall You Take Me ? (2003), On My Way to Absence (2005), And Now That I'm in Your Shadow (2006) et le plus rock Caught in the Trees (2008).
En 2009, Jurado s'est associé à son frère Drake pour publier un LP sous le nom de Hoquiam, sorti le 23 février 2010. L'album a précédé le prochain album solo de Damien, baptisé Saint Bartlett, qui est sorti le 25 mai 2010 et a été produit par son collègue de label Richard Swift [7]. Après avoir tourné l'album avec Kay Kay and His Weathered Underground, Jurado a commencé à travailler sur son prochain album. Le 21 février 2012, il a sorti son 10e album studio, Maraqopa, son sixième pour Secretly Canadian. En janvier 2014, Jurado a sorti Brothers and Sisters of the Eternal Son[9], un album qui marquait la troisième collaboration consécutive avec le producteur Richard Swift. En mars 2016, Jurado a publié Visions of Us on the Land, et en décembre de la même année, lui et Swift ont publié une collection de reprises de 2010, Other People's Songs, Volume 1. En 2016, Damien Jurado a publié l'acclamé The Horizon Just Laughed, son premier album autoproduit, faisant équipe avec le studio d'enregistrement Sonikwire de Los Angeles. En 2018, Jurado a quitté Secretly Canadian pour rejoindre Mama Bird Recording Co. et Loose Music et il a sorti des albums acclamés par la critique, In The Shape Of A Storm (2019) et What's New, Tomboy ? (2020)

## Collaborations et contributions
Jurado apparaît sur les titres Almost Home et The Dogs sur l'album Innocents de Moby.
Il est également présent dans un épisode de la série documentaire musicale Audio-Files de BYUtv.
La chanson "Everything Trying" de Jurado est apparue dans la série The Blacklist de NBC (saison 1, épisode 12), dans le film de l'Oscar du meilleur film étranger 2013 The Great Beauty, dans la série "House M.D." de Fox. (saison 7, épisode 14), et dans le film "The Dilemma" de 2011.
Dans le thriller policier "Stretch", réalisé par Joe Carnahan en 2014, la chanson "Let Us All In" de Jurado est jouée pendant la dernière scène de fin au Corky's Diner et dans le générique.
Dans la comédie romantique de 2015, Tumbledown, Jurado contribue à de nombreuses chansons de la bande-son.
Il fait un duo avec Lotte Kestner sur sa chanson " Turn the Wolves " sur l'album The Bluebird of Happiness de 2013.
Il a beaucoup collaboré avec Richard Swift.
Le morceau "A.M. AM" de Jurado, issu de son "Visions of Us on the Land", figure en bonne place dans l'épisode 3, ainsi que "Cloudy Shoes", issu de "Saint Bartlett", dans l'épisode 6 de la série documentaire Netflix de 2018 Wild Wild Country. En 2020, Jurado a collaboré avec le groupe anglais de musique de danse Faithless sur la chanson Take Your Time La chanson In The Shape Of A Storm a été présentée dans la série Netflix 13 Reasons Why (2020) En 2021, Jurado a créé son propre label de disques Maraqopa Records. La première sortie est The Monster Who Hated Pennsylvania (14 mai 2021).

## Discographie
- Waters Ave S (Sub Pop - Janvier 1997)[4]
- Rehearsals for Departure (Sub Pop — Mars 1999)
- Ghost of David (Sub Pop — Septembre 2000)[5]
- I Break Chairs (Sub Pop — Février 2002)[4],[6]
- Where Shall You Take Me? (Secretly Canadian - Mars 2003)[7]
- This Fabulous Century (Burnt Toast - Octobre 2004)
- On My Way to Absence (Secretly Canadian - Avril 2005)
- And Now That I'm in Your Shadow (Secretly Canadian - Octobre 2006)[8],[9]
- Caught in the Trees (Secretly Canadian – Septembre 2008)
- Saint Bartlett (Secretly Canadian – Mai 2010)
- Live At Landlocked (Secretly Canadian – 16 Avril 2011)[10]
- Maraqopa - 21 Février 2012
- Brothers and Sisters of the Eternal Son - 21 Janvier 2014
- Visions of Us on the Land - 18 Mars 2016
- The Horizon Just Laughed - 4 mai 2018
- In the Shape of a Storm - 12 avril 2019
- What's New, Tomboy? - 1er mai 2020
- The Monster Who Hated Pennsylvania - 14 mai 2021
- Motorcycle Madness - 9 octobre 2023

## Filmographie
C'est Damien Jurado qui a écrit et interprété la majorité des chansons du film Tumbledown (en 2015).